# Ossos (filme)
Ossos (1997) é um filme português de ficção, com largas concessões ao documentário, realizado por Pedro Costa. 
Teve ante-estreia a 2 de Setembro no Festival de Veneza de 1997.

## Ficha sumária
- Argumento: Pedro Costa
- Realizador: Pedro Costa
- Produtor: Paulo Branco – Madragoa Filmes
- Actores principais: Maria Lipkina, Vanda Duarte, Isabel Ruth, Inês de Medeiros, Zita Duarte
- Formato: 35 mm, cor (trans. DV)
- Duração: 97 min.
- Ante-estreia: Festival de Veneza, 1997
- Distribuição:

## Sinopse
Nas ‘’Fontainhas’’, um bairro negro dos subúrbios de Lisboa, um casal de jovens acaba de ter um filho. A criança, com poucos dias de vida, vai sobreviver a várias mortes. Tina, sua jovem mãe, desespera e abre o gás. É salva pelo pai da criança, que a leva consigo, mendigando, dormindo na rua e dando a beber à criança leite oferecido por caridade. Por duas vezes tenta vender o filho, por desespero, por amor, por qualquer coisa. Tina, que não o esquece, junta-se com a malta da rua e vai em busca de vingança. Uma assistente social perde-se no labirinto.

## Ficha artística
- Vanda Duarte - Clotilde
- Nuno Vaz - Pai
- Mariya Lipkina - Tina
- Isabel Ruth - Eduarda
- Inês de Medeiros - Puta
- Miguel Sermão - Marido de Clotilde
- Berta Teixeira - Enfermeira
- Clotilde Montron - Amiga
- Zita Duarte - Amiga
- Beatriz Lopes
- Anna Carvalho

## Ficha técnica
- Produtor: Paulo Branco – Madragoa Filmes
- Fotografia: Emmanuel Machuel
- Montagem: Jackie Bastide
- Música: Wire, Sabura
- Formato: 35 mm, cor (trans. DVcam)
- Duração: 97 min

## Festivais e prémios
1997
- Festival de Veneza - Selecção Oficial em competição - Prémio Melhor Fotografia (Osella d'Oro)
- Filmfest Hamburgo
- Mostra Internacional de Cinema de São Paulo
- Festival Internacional de Cinema de Salónica - Grécia
- Festival de Mar del Prata - Argentina
- Festival de Belfort - Grande Prémio do Júri

1998
- Festival de Cinema de San Francisco
- Festival de Cinema de Karlovy Vary - Praga
- Festival Internacional de Cinema de Montreal - Nouveau Cinéma Nouveaux Medias
- Mostra do Rio de Janeiro

1999
- Festival Sete Sóis, Sete Luas – Itália